# Gruczoł kruralny
Gruczoł kruralny – gruczoł charakterystyczny dla pratchawców.
Gruczoły te są pochodzenie ektodermalnego. Występują po tylnej stronie lobopodiów. Obecne są głównie u samców, chociaż stwierdzono je również u samicy Peripatopsis capensis. Ich funkcja nie jest znana, jednak możliwe że wytwarzają one feromony i uczestniczą przy tworzeniu spermatoforów.